# Thievery Corporation
Thievery Corporation este un duo format din Rob Garza și Eric Hilton, doi producatori americani de exceptie ce compun o muzică electronică diversa, cu caracter organic, cu multiple influente stilistice retrospective pe care le imbina intr-o maniera eclectica si eleganta. Inspiratia lor se bazeaza pe elemente retrospective din bossa-nova, jazz, dub, reggae, funk, muzică orientală, afro-beat, shibuya-kei, soul, psychedelic, pe care le "distileaza" in concepte moderne precum downtempo, trip-hop, acid-jazz, reggae. O buna parte din piesele lor au un tempo mediu, dansabil, fiind marcate in acelasi timp de tonalitati relaxante, de o eleganta sofisticata. Eric Hilton deține casa de discuri Eighteenth Street Lounge (ESL), denumită astfel după propriul bar și club de noapte localizat în Washington, D.C. pe strada omonima ("Eighteenth Street").
Formația a devenit cunoscută în 1996 când, după o perioadă în care au activat pe scene mici, una dintre piesele lor a apărut pe una din compilațiile cunoscuților DJ și producători Kruder & Dorfmeister. Fiind similari acestora în mai multe privințe (nu doar numărul membrilor), Thievery Corporation reușește să își mărească numărul fanilor atât în rândul audiofililor cât și al DJ-ilor. Debutul a avut loc în 1997, când au lansat o compilație a mai multor artiști din Washington, D.C., denumită Dubbed Out in DC. Al doilea disc, de această dată catalogat ca album, a apărut în 1999, denumit Abductions & Reconstructions. Un an mai târziu, lansează The Mirror Conspiracy ca mai apoi, în 2001 să realizeze o nouă compilație, Sounds From the Thievery Hi-Fi. Un al treilea LP, The Richest Man in Babylon a fost și unul dintre cele mai apreciate. În 2004 apare albumul de remixuri Outernational Sound și Babylon Rewound. În 2005 realizează o colaborare cu Perry Farrell, Wayne Coyne (de la Flaming Lips) și David Byrne la producția albumului The Cosmic Game. Compilația de remixuri Versions a fost lansată în 2006.

## Principii politice
Versurile Thievery Corporation sunt foarte puternic influențate de evenimentele politice curente. Piese precum Amerimaka sau Revolution Solution din ultimul album The Cosmic Game și piesa The Richest Man in Babylon din albumul omonim arată opoziția grupului față de evenimentele politice curente și inițiativele luate de administrația Bush.
În septembrie 2005, trupa a participat la concetul Operation Ceasefire, având ca scop încetarea focului și a războiului din Irak.

## Discografie

### Albume
- Sounds from the Thievery Hi-Fi (1997)
- The Mirror Conspiracy (2000)
- The Richest Man in Babylon (2002)
- The Outernational Sound]] (2004)
- The Cosmic Game (2005)
- Versions (2006)
- Radio Retaliation (2008)
- Culture of Fear (2011)
- Saudade (2014)
- The Temple of I & I (2017)
- Treasures from the Temple (2018)
- Symphonik (2020)

### Compilații
- Dubbed Out in DC (1997)
- DJ-Kicks: Thievery Corporation (1999)
- Abductions and Reconstructions (1999)
- CloudWatch: A Soundtrack to a Freeform Gathering V2(2000)
- Sounds from the Verve Hi-Fi (2001)
- The Outernational Sound (2004)
- Babylon Rewound (2004)
- Versions (2006)
- Changed To Lo-Fi (2006)

### Single-uri și EP-uri
- 2001: A Spliff Odyssey (1996)
- Dub Plate, Vol. 1 (1996)
- The Foundation (1996)
- Lebanese Blonde (1998)
- DC 3000 (1999)
- It Takes a Thief (1999)
- Focus on Sight (2000)
- Bossa Per Due (2001)
- Revolution Solution
- Warning Shots
- The Heart's a Lonely Hunter
- Sol Tapado
- The Richest Man in Babylon
- The Lagos Communique
- Halfway Around the World
- Incident at Gate 7
- Encounter in Bahia
- ESL Dubplate
- Shaolin Satellite
- Chaplin Swankster

### Alți artiști (colaboratori)
Având în vedere complexitatea muzicii lor, Theievery Corporation depinde de colaborarea cu mai mulți artiști vocali sau interpreți instrumentali. Între aceștia sunt:
- Rootz
- Zeebo
- Emiliana Torrini
- Sister Nancy
- David Byrne
- Loulou
- Gunjan
- Sista Pat
- Patrick de Santos
- Gigi Rezende
- Verny Varela
- Notch
- Perry Farrell
- Sleepy Wonder
- Wayne Coyne

## Alte apariții
Piesa "Lebanese Blonde" apare pe coloana sonoră a filmului Garden State, iar piesa "Indra" apare pe coloana sonoră a filmului Vanilla Sky.
Câteva piese de pe albumul The Richest Man in Babylon și The Cosmic Game apar pe soundtrack-ul jocurilor „Tiger Woods PGA Tour 06” realizat de EA Sports în 2005. De asemenea, piesa All That We Perceive de pe albumul The Richest Man in Babylon apare pe fundalul jocului „Cricket 2005” realizat de aceeași companie în același an.